# 大津町吉永
大津町吉永（おおつちょうよしなが）は、徳島県鳴門市の大字。郵便番号は〒772-0032。

## 地理
鳴門市の東南部に位置。東は撫養町南浜、西は大津町木津野、北東部は新池川を挟んで撫養町斎田、南は大津町徳長にそれぞれ接している。全域が平坦な農地であるが、国道28号に沿って都市化が進んだ。
西北部一帯は宅地化し、東北部に鳴門市立鳴門工業高等学校がある。その他に鳴門警察署・徳島日産自動車鳴門店・スズキアリーナ鳴門などがある。
東部は農地で耕作免責60ha。かつてはレンコン畑が一面に見られたが、いまはサツマイモ栽培が主流を占め。農地そのものも景観を一変した。北端部の字北ノ越に八坂神社がある。

### 河川
- 新池川

### 小字
| - 榎 - 北の越 - 五ノ越 | - 中の越 - 長江の越 - 西新 | - 前ノ越 - 三石野 - 四番越 |  |

## 歴史
江戸期から明治22年にかけては板東郡および板野郡の村であった。寛文4年より板野郡に属す。明治22年に同郡大津村の大字となった。昭和30年2月より現在の鳴門市の字名となる。

## 世帯数と人口
2022年（令和4年）1月31日現在の世帯数と人口は以下の通りである。
| 町丁       | 世帯数  | 人口    |
| ---------- | ------- | ------- |
| 大津町吉永 | 823世帯 | 1,852人 |

## 小・中学校の学区
市立小・中学校に通う場合、学区は以下の通りとなる。
| 番地               | 小学校             | 中学校             |
| ------------------ | ------------------ | ------------------ |
| 新池住宅地区を除く | 鳴門市立第一小学校 | 鳴門市立第一中学校 |
| 新池住宅地区       | 鳴門市立撫養小学校 | 鳴門市立第一中学校 |

## 施設
- 鳴門警察署
- 徳島県立鳴門渦潮高等学校（旧鳴門市立鳴門工業高等学校）
- 徳島バス鳴門営業所

## 交通

### 道路
国道
- 国道28号

都道府県道
- 徳島県道12号鳴門池田線
- 徳島県道184号粟津港撫養線

### 路線バス
徳島バス
- 吉永南